# Лукино (Сычёвский район)
 Лукино— деревня  в  Смоленской области России,  в  Сычёвском районе. Расположена в северо-восточной части области  в 5 км к юго-западу от Сычёвки, на правлм берегу реки Лосьмина. Население — 232 жителя (2007 год). Административный центр Лукинского сельского поселения. 

## Экономика
Сельхозпредприятие «Рассвет», средняя школа, дом культуры.